# Техничка школа Добој
Техничка школа Добој је средња школа. Налази се у Добоју, Република Српска, Босна и Херцеговина. Школа се налази у улици Цара Душана 18 и смјештена је у зграду средњошколског центра у Добоју заједно са још три добојске средње школе: Саобраћајна и електро школа Добој, Економска школа Добој и Угоститељска и трговинска школа Добој.

## Опште информације о школи
Површина школе је 2922 m² затвореног школског простора и 1000 m² отвореног простора. У оквиру зграде Средњошколског центра Добој простире се са једне стране другог, посљедњег, спрата зграде уз мањи број канцеларија и школском библиотеком на првом спрату зграде. Школске радионице гдје се одвија практична настава се налазе у дворишту. 
Дан школе се обиљежава 1. априла.

## Историјат школе
Школа је смјештена у зграду Средњошколског центра Добој од 1975. године.
Школа има дугу традицију. ЈУ Техничка школа Добој има свој почетак 1923. године у Шегртској школи Добој.
Као посебна школа развила се послије Другог свјетског рата као Школа ученика у привреди Добој.
Током времена мијењала је име. Једно од најстаријих имена школе је било ООУР Металска школа Добој до 1998. године. Од 1998. до 2002. године дјелује под именом Металска школа Добој. Од 2002. до 2013. године дјелује као Техничка школа Добој. Под садашњим називом Јавна установа Техничка школа Добој (скраћено ЈУ Техничка школа Добој) дјелује од 2013. године.
У току маја 2014. године школа је претрпљела штету током поплава у граду. Иако је спрат са учионицама био заштићен због висине на којој су смјештене, радионица школе је претрпљела знатну материјалну штету. У оквиру санације цјелокупног Средњошколског центра, која је услиједила убрзо након немилих догађаја, саниране су сви објекти школе. 
Модернизација школе и васпитно-образовне се наставила током редовног стручног усавршавања особља школе и донацијама опреме за учионице и школске радионице.

## Образовни профили
Школа образује двије струке:
1. машинство и обрада метала и
2. геодезија и грађевинарство.

У оквиру струке машинство и обрада метала образују се (школска 2020/2021. година) сљедећа занимања: 
1. у трајању од 4 године образује се 1 занимање - 
1. машински техничар за компјутерско конструисање;

2. у трајању од 3 године образују се сљедећа занимања:
1. ауто-механичар;
2. бравар;
3. бравар-заваривач;
4. варилац;
5. инсталатер и
6. обрађивач метала резањем.

У оквиру струке геодезија и грађевинарство образује се 1 занимање у трајању од 4 године - грађевински техничар.

### Нове могућности за ученике
Од школске 2022/2023. године школа уписује и ново занимање - Техничар CNC технологија.

#### Дефицитарна занимања
Одређена занимања у школи су одређена као дефицитарна занимања и за то је предвиђено стипендирање ученика.
| Школска година | Занимање                          |
| -------------- | --------------------------------- |
| 2021/2022.     | Инсталатер                        |
| 2022/2023.     | Алатничар                         |
| 2023/2024.     | Оператер савременим технологијама |
| 2024/2025.     | Оператер савременим технологијама |

## Пројекти

### Омладинска банка Добој
Омладинска банка Добој, која дјелује под покровитељством Управе града Добој и Фондације Мозаик нуди могућности за младе предузетнике или предузетнице од 18 до 35 година за добијања бесповратних новчаних средстава. На овакав начин Омладинска банка препознаје и финансира пројекте који побољшавају квалитет живота младих људи. У пројекат се укључују и средњошколци који уз помоћ својих наставника креирају и реализују своје пословне идеје.
| Година | Назив пројекта                         | Износ    |
| ------ | -------------------------------------- | -------- |
| 2022.  | Матурски парк                          |          |
| 2023.  | Столови за стони тенис                 |          |
| 2024.  | Шах-мат за активну и занимљиву наставу | 1.800 KM |

## Догађаји
- Потписана сарадња са Саобраћајним факултетом у Добоју Универзитета у Источном Сарајеву која ће омогућити ученицима трећег и четвртог разреда обављање стручне праксе и присуство тематским радионицама (26. марта 2024. године)[10]
- Едукација ученика о опасностима ватреног оружја (22. мај 2024. године)[11]
- Дан Нутеле, 2025. године[12]
- Дан матерњег језика, 2025. године[13]